# Dolina (Saràtov)
Dolina (en rus: Долина) és un poble de l'óblast de Saràtov, a Rússia, segons el cens del 2010 tenia 1.459 habitants. Pertany al districte municipal de Mokroús.